# Mauro Silva

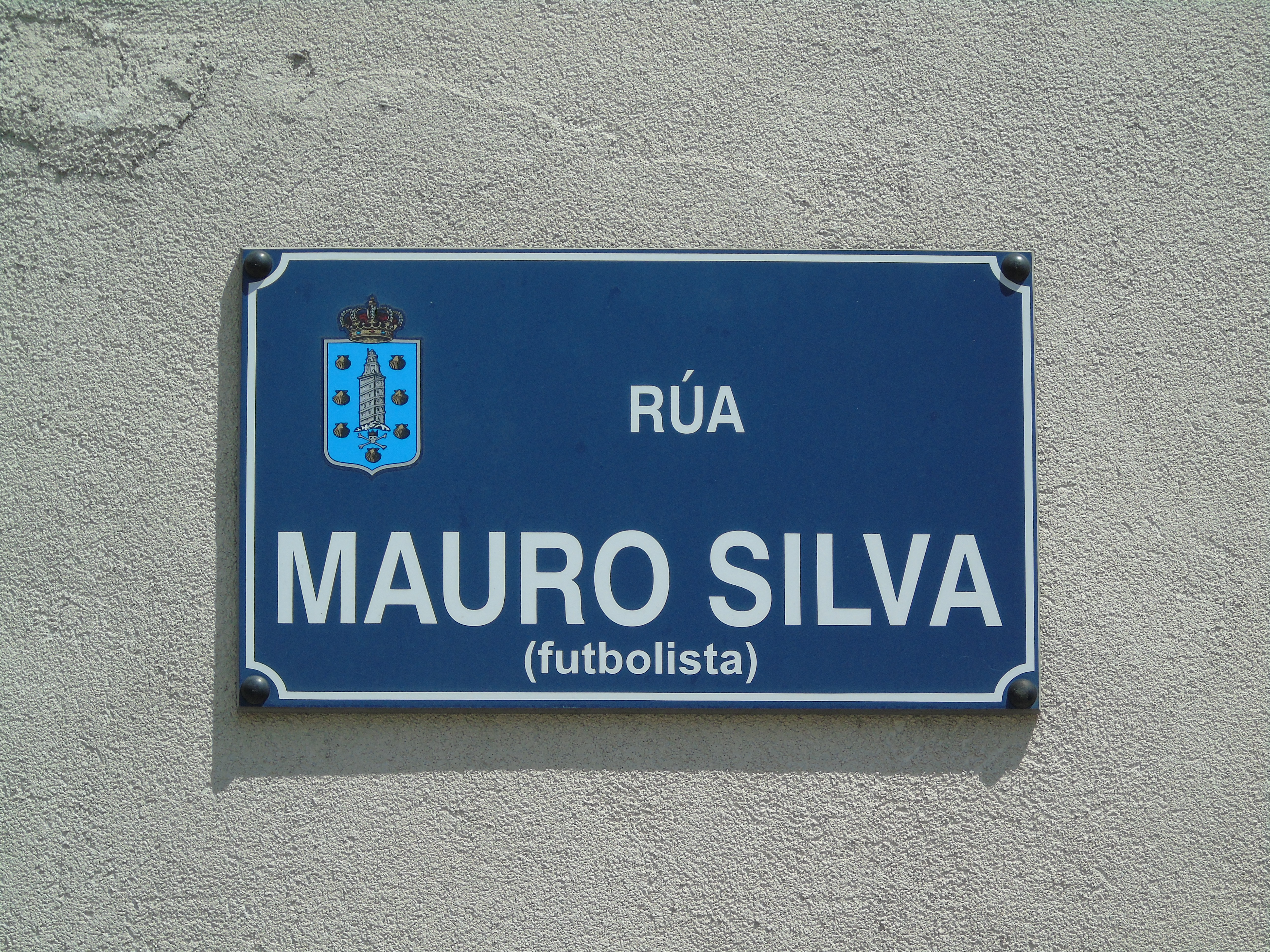
Calle Mauro Silva en La Coruña.

Mauro da Silva Gomes (São Bernardo do Campo, São Paulo, 12 de enero de 1968) es un exfutbolista brasileño nacionalizado español, siendo su posición natural en el campo la de mediocentro defensivo.
Es el tercer jugador con más partidos oficiales disputados en la historia del Real Club Deportivo de La Coruña.

## Trayectoria
Comenzó su carrera en el año 1985 en el Club Guaraní, club en el que jugó sus dos primeras temporadas. En 1989 se fue al Bragantino en donde estuvo hasta 1992, año en el que fichó por el Real Club Deportivo de La Coruña, en donde estuvo el resto de su carrera deportiva que finalizó en 2005. Con el dorsal número "6" a la espalda lideró, junto a Bebeto y Fran, el denominado Superdépor. Durante este período consiguió llevar al club a alzarse con títulos como la Liga o la Copa del Rey por primera vez en su historia. Jugó el partido denominado "centenariazo", el 6 de marzo de 2002, en el que el Deportivo alzó la Copa del Rey frente al Real Madrid CF en el estadio Santiago Bernabéu, cuando este equipo se preparaba para celebrar su centenario alzando la copa. Dicho partido sirve como referencia para comprender el juego de Mauro, puesto que el Real Club Deportivo de La Coruña ganó el título en su mayor parte gracias a la exhibición futbolística que dio el brasileño.
Mauro Silva era un futbolista completísimo aunque no responde, en absoluto al prototipo de jugador brasileño que suele llegar a Europa. Aunque nacido y criado futbolísticamente en Brasil, bien podría pasar por un mediocentro europeo de corte defensivo y gran potencia. Mauro tenía unas condiciones físicas portentosas y trabaja con una enorme disciplina táctica, suele jugar como pivote por delante de la defensa, roba balones y reparte juego con gran eficacia. Culmina su lista de virtudes con su condición de excepcional persona dentro y fuera del terreno de juego, algo que no se cansan de repetir sus compañeros.
Para algunos expertos del mundo del fútbol, es uno de los mejores centrocampistas defensivos de la historia, por su despliegue e inteligencia sobre el campo, además de su profesionalidad y capacidad de liderazgo fuera de él.Creando un prototipo de jugador defensivo perfecto: roba balones, excelente colocación y una capacidad para protegerlo de maestría, pase corto y rápido; como anécdota en su primera temporada en el Deportivo La Coruña, él solo fue capaz de neutralizar a todo el potente Real Madrid, batiendo un récord de robos de balón en un partido.

## Selección nacional
Debutó con la Selección de fútbol de Brasil en 1991 disputando un total de 58 partidos. Se proclamó campeón del mundo en 1994 en el Mundial de Estados Unidos de 1994, jugando todos los minutos excepto en un partido que fue sustituido y siendo parte fundamental del triunfo. También fue parte importante en la obtención del subcampeonato de la Copa América 1991 y la victoria de la misma en 1997. Mauro Silva iba a ser convocado al Mundial 1998 como titular, pero una lesión le cerró todas las puertas de volver a compartir equipo con su amigo y ya exdeportivista Bebeto.

### Participaciones en Copas del mundo
| Mundial                        | Sede           | Resultado | Partidos | Goles |
| ------------------------------ | -------------- | --------- | -------- | ----- |
| Copa Mundial de Fútbol de 1994 | Estados Unidos | Campeón   | 7        | 0     |

## Calle en La Coruña
El pleno del Ayuntamiento de La Coruña aprobó dedicarle una calle en la ciudad en 2005, pero no fue hasta 2018 cuando se hizo efectivo.

## Clubes
| Club                      | País   | Año       |
| ------------------------- | ------ | --------- |
| Serra Negra Esporte Clube | Brasil | 1984-1985 |
| Guarani Futebol Clube     | Brasil | 1985-1989 |
| Recreativo de Huelva      | Brasil | 1989-1992 |
| Deportivo de La Coruña    | España | 1992-2005 |

## Palmarés

### Campeonatos nacionales
| Título              | Equipo                    | País   | Año  |
| ------------------- | ------------------------- | ------ | ---- |
| Serie B             | Clube Atlético Bragantino | Brasil | 1989 |
| Copa del Rey        | Deportivo de La Coruña    | España | 1995 |
| Supercopa de España | Deportivo de La Coruña    | España | 1995 |
| Liga de España      | Deportivo de La Coruña    | España | 2000 |
| Supercopa de España | Deportivo de La Coruña    | España | 2000 |
| Copa del Rey        | Deportivo de La Coruña    | España | 2002 |
| Supercopa de España | Deportivo de La Coruña    | España | 2002 |

### Campeonatos internacionales
| Título                 | Equipo              | Sede           | Año  |
| ---------------------- | ------------------- | -------------- | ---- |
| Copa Mundial de Fútbol | Selección de Brasil | Estados Unidos | 1994 |
| Copa América           | Selección de Brasil | Bolivia        | 1997 |